# Hermína Vaverková
Hermína Vaverková (13. dubna 1904 – ???) byla česká a československá politička Komunistické strany Československa a poúnorová poslankyně Národního shromáždění ČSR.

## Biografie
V roce 1948 se uvádí jako dělnice, bytem Havlíčkův Brod.
Ve volbách roku 1948 byla zvolena do Národního shromáždění za KSČ ve volebním kraji Havlíčkův Brod. V parlamentu zasedala do konce funkčního období, tedy do voleb v roce 1954.